# 319-та піхотна дивізія (Третій Рейх)
319-та піхотна дивізія (Третій Рейх) (нім. 319. Infanterie-Division) — піхотна дивізія Вермахту за часів Другої світової війни.

## Історія
319-та піхотна дивізія була сформована в листопаді 1940. З 30 квітня 1941 — на території окупованої Франції. Вона замінила 216-ту піхотну дивізію (216. Infanterie-Division), і була основною силою окупації британських Нормандських островів, де вона і залишалася до кінця війни.

## Склад дивізії
- Штаб
- 582-й гренадерський полк (з 643-м Ост-батальйоном)
- 583-й гренадерський полк (з 823-м грузинським Ост-батальйоном)
- 584-й гренадерський полк
- 319-й артилерійський полк
- 319-й саперний полк
- 319-й протитанковий дивізіон

##### Допоміжні частини
- Кулеметна рота (16 кулеметів MG)
- 213-й танковий батальйон (36 танків Renault Char B1 bis)

- 2 командирських Renault Char B1 bis
- 10 вогнеметних Renault Char B1 bis
- 24 Renault Char B1 bis

## Командування

### Командири
- генерал-лейтенант Еріх Мюллер (19 листопада 1940 року — 1 вересня 1943);
- генерал-лейтенант граф Рудольф фон Шметтов (1 вересня 1943 — 27 лютого 1945);
- генерал-майор Рудольф Вульф (27 лютого 1945 — 8 травня 1945).